# 有你在的愛情故事
《有你在的愛情故事》（日语：ラブ・ストーリーを君に）是日本的愛情電影，於1988年由日本東映公司發行。
本片是後藤久美子首次主演的電影作品。

## 概要
本片改編自法國作家迪迪埃·德库安的小說《Laurence》，故事以一個身患白血病並且只剩下半年壽命的14歲少女廣瀨由美與她的前家庭教師上條明的愛情故事作為主題。

## 製作
- 導演：澤井信一郎（日语：澤井信一郎）
- 編劇：丸山昇一（日语：丸山昇一）
- 音樂：朝川朋之（日语：朝川朋之）
- 主題曲：財津和夫（日语：財津和夫）『ラブ・ストーリーを君に』 （有你在的愛情故事）
- 片長：104分鐘

## 演員
- 後藤久美子：廣瀨由美
- 仲村亨：上條明
- 佐藤友美（日语：佐藤友美）：廣瀨友子
- 柳澤慎吾：荒木欽一
- 渡邊修三（日语：なべおさみ）：田中公二郎
- 河合美智子（日语：河合美智子）：今村初美
- 山下亞紀：姫野咲子
- 日下由美（日语：日下由美）：愛原真弓
- 志水季里子（日语：志水季里子）：木俁幸子
- 三田佳子：小牧京子
- 高峰三枝子：吉野琴
- 內田稔（日语：内田稔）：江本敬一
- 草薙幸二郎（日语：草薙幸二郎）：鬼丸信一
- 伊藤克信（日语：伊藤克信）：下田清司
- Bengaru（日语：ベンガル (俳優)）：上杉剛
- 戶浦六宏（日语：戸浦六宏）：森田耕造
- 丘光子（日语：丘みつ子）：田中百合
- 岸洋子：香頌歌手
- 露口茂：千葉茂樹
- 緒形拳：中田節夫

## 獎項
| - 第12屆日本電影金像獎（1989年） - 「最佳男配角獎」：緒形拳 | - 第12屆日本電影金像獎（1989年） - 「最佳新演員獎」：後藤久美子 - 第10屆橫濱電影節（1989年） - 「最佳劇本獎」：丸山昇一 - 第1屆日刊體育電影大獎（1988年） - 「新人獎」：後藤久美子 |

## 外部連結
- 互联网电影数据库（IMDb）上《有你在的愛情故事》的资料（英文）
- 豆瓣电影上《有你在的愛情故事》的資料 （简体中文）
- 1905电影网上《有你在的愛情故事》的资料（简体中文）